# Strejken i Lysekil 1911
Strejken i Lysekil 1911 varade från juli till november och involverade hundratals arbetare inom stenindustrin i Bohuslän.
Strejken inleddes den 1 juli 1911 och omfattade över 300 arbetare. Kraven från arbetarna inkluderade högre löner, kortare arbetsdagar och bättre arbetsvillkor. Strejken leddes av lokala fackliga ledare och stöddes av SAC, som organiserade möten och demonstrationer för att uppmärksamma arbetarnas situation. Arbetsgivarna svarade med att anlita strejkbrytare och sökte stöd från myndigheterna för att upprätthålla produktionen. Konfrontationerna mellan strejkande och strejkbrytare ledde till flera våldsamma sammanstötningar. Den svenska polisen kallades in för att upprätthålla ordningen, och det förekom flera gripanden av strejkande arbetare. Efter fyra månaders strejkande och förhandlingar, nåddes en överenskommelse mellan arbetarna och arbetsgivarna i november 1911. Arbetarna lyckades få igenom flera av sina krav, inklusive löneökningar och förbättrade arbetsvillkor. 
Enligt Berggren (2002) inspirerade strejken liknande rörelser i andra delar av landet och bidrog till att stärka SAC position som en aktör inom den svenska arbetarrörelsen.
Strejken bidrog också till att medvetandegöra behovet av bättre arbetslagstiftning och skydd för arbetare. Den ökade uppmärksamheten kring arbetsvillkoren i stenindustrin ledde till att myndigheterna började se över och förbättra regler och säkerhetsstandarder för arbetare inom denna sektor.